# Орден Светог Јована Владимира
Орден Светог Јована Владимира је једностепено одликовање које додељује Свети архијерејски синод Српске православне цркве.
Орден носи име Јована Владимира, српског владара Дукље.
Идејно решење ордена су израдили протопрезвитер-ставрофор Драган Митровић и протођакон Владимир Јарамаз,  свештеници Саборног храма Васкрсења Христовог из Подгорице.

## Одликовани
- Архиепископ тирански и целе Албаније Анастасије (25. септембар 2016)[1]
- Мило Андровић, најстарији члан породице која вековима чува крст Светог Јована Владимира (25. септембар 2016)[1]
- генерал-потпуковник Синиша Боровић
- Дражен Влаховић, учесник транспорта цркве Свете Тројице на Румији (3. јул 2017)[2]
- Валентин Евгенијевич Елбек, приложник највећег звона Саборног храма Светог Јована Владимира у Бару (25. септембар 2019)[3]
- Архиепископ охридски и митрополит скопски Јован IV (25. септембар 2016)[1]
- проф. др Светислав Поповић, пројектант главног пројекта Саборног храма Светог Јована Владимира у Бару (25. септембар 2016)[1]
- проф. др Предраг Пеђа Ристић, пројектант идејног решења Саборног храма Светог Јована Владимира у Бару (25. септембар 2016)[1]
- протонеимар Момчило Станојевић, директору градње Саборног храма Светог Јована Владимира у Бару (25. септембар 2016)[1]
- Патријарх јерусалимски и целе Палестине Теофил III (25. септембар 2016)[1]
- протојереј-ставрофор Богић Фемић (25. септембар 2016)[1]